# خوزه خوان واسکز
خوزه خوان واسکز گومز (اسپانیایی: José Juan Vázquez Gómez‎؛ زادهٔ ۱۴ مارس ۱۹۸۸) بازیکن فوتبال اهل مکزیک است.
وی همچنین در تیم ملی فوتبال مکزیک بازی کرده‌است.